# Truffle Butter
«Truffle Butter» es una canción de la rapera trinitense Nicki Minaj en colaboración con el rapero canadiense Drake, El DJ y Productor Ruso-Alemán Zedd y el rapero estadounidense Lil Wayne, lanzada el 23 de enero de 2015 como el quinto sencillo del álbum The Pinkprint a través de los sellos discográficos Young Money Entertainment y Cash Money Records. Originalmente, la canción fue incluida como una pista adicional en la versión vendida por iTunes Store del álbum. En general, es una canción de hip hop con algunas influencias del género house. La canción incluye algunas muestras de «What They Say» de Maya Jane Coles, también recibió una nominación en la categoría "Mejor Interpretación de Rap" en los 58.ª Premios Grammy.

## Antecedentes
Durante una entrevista con Capital Xtra el 23 de junio de 2013, Minaj reveló que su próximo álbum, The Pinkprint, "definitivamente" incluiría una colaboración con el rapero canadiense Drake: "Se supone que nos reuniremos esta semana para obtener algunas cosas. A-ling en el estudio. Creo que habrá otra colaboración en el álbum que dejará boquiabierto a la gente. Estoy súper emocionada por eso también, ¡pero obviamente es un secreto!".

## Lanzamiento
En diciembre de 2014, Minaj lanzó la lista de canciones de The Pinkprint, que incluía dos canciones con Drake y Lil Wayne: «Only» que aparece en la versión estándar del álbum, mientras que «Truffle Butter» está incluida en la edición de lujo de iTunes.
Republic Records anunció inicialmente que «The Night Is Still Young» sería el próximo sencillo de The Pinkprint después de «Bed of Lies»; sin embargo, el sello confirmó más tarde que «Truffle Butter» sería el quinto sencillo. Inicialmente se lanzó el 23 de enero de 2015 como sencillo e impacto las radios estadounidenses el 3 de marzo de 2015.

## Composición
«Truffle Butter» contiene muestras de la canción «What They Say» de Maya Jane Coles. Nicki Minaj, Drake y Lil Wayne comienzan sus versos con la frase "Thinkin' out loud" (en español: "Pensando en voz alta") que fue descrita por Alex Macpherson de The Guardian como un "modo relajado y espontáneo". De acuerdo con Brennan Carley de la revista Spin, la pista es "una canción compleja, subwoofer-listo". Otros críticos describieron la canción como "beat-heavy" y del género house.

## Recepción crítica
Meaghan Garvey de Pitchfork dijo que la canción era "una acumulación de un éxito de radio", calificándola "Instantáneamente 100 veces más agradable que «Only»", y quedó desconcertada por su ubicación como una pista adicional. Anupa Mistry de Complex llamó a la canción un "momento brillante" en The Pinkprint. Brennan Carley, de Spin, dijo que la canción era "un éxito seguro", y sintió que era "una colaboración líricamente compleja y más lista para [un] subwoofer con Drake y Lil Wayne que el zumbido de «Only». Escribiendo para Slate, Dee Lockett comparó su potencial atractivo con el sencillo anterior de Minaj «Super Bass», "y también sentí que «Truffle Butter» era mejor que «Only»". Tom Breihan de Stereogum, calificó la canción como "con mucho brillo" y "alrededor de 80 mil millones de veces más pulida y más segura que «Only»".

## Video musical
La canción no contó con un video musical, sin embargo el 10 de marzo de 2015 se subió a la cuenta oficial de Nicki Minaj en YouTube un video lírico de la canción, producido por FLEEK y dirigido por Zigmortius.

## Recepción comercial
En Estados Unidos, «Truffle Butter» debutó en la posición número 71 del Billboard Hot 100 durante la semana del 7 de febrero de 2015. En su segunda semana en la lista se elevó a la posición número 27 y en su tercera a la 26. Nuevamente, en su cuarta semana subió a la posición número 22. La semana siguiente, Nicki Minaj contó con dos canciones en el Top 20: «Only» en la posición número 16 y «Truffle Butter» en la posición número 17. En su sexta semana, «Truffle Butter» alcanzó su punto más alto en la lista, en la posición número 14, mientras que las semanas siguientes la canción se mantuvo en la misma posición. Fue hasta su décima semana en la lista que la canción bajo a la posición número 15. La semana siguiente bajo a la posición número 18. Si la canción hubiera sido promocionada con un video musical, y no solo por la radio y un video lírico, la canción hubiera alcanzado una posición más alta en la lista. En su semana número 12 en la lista, «Truffle Butter» se mantuvo en la posición número 18. Las semanas siguientes la canción cayó a las posiciones número 22, 27, 32, 37 y 46. Finalmente, la canción salió de la lista con 20 semanas trazadas. Hasta mayo de 2015, «Truffle Butter» ha vendido 815,000 copias en los Estados Unidos.
En otros países, «Truffle Butter» no obtuvo una buena recepción comercial debido a su falta de promoción.

## Premios y nominaciones
| Año  | Premiación     | Categoría                   | Resultado | Ref.   |
| ---- | -------------- | --------------------------- | --------- | ------ |
| 2016 | Premios Grammy | Mejor Interpretación de Rap | Nominada  | [ 31 ] |

## Posicionamiento en las listas

### Gráficos semanales
| País           | Lista                 | Mejor posición | Ref.   |
| 2015           | 2015                  | 2015           | 2015   |
| -------------- | --------------------- | -------------- | ------ |
| Australia      | ARIA Urban            | #18            | [ 32 ] |
| Bélgica        | Ultratop 40 Singles   | #38            | [ 33 ] |
| Canadá         | Canadian Hot 100      | #43            | [ 34 ] |
| Estados Unidos | Billboard Hot 100     | #14            | [ 29 ] |
| Estados Unidos | Radio Songs           | #10            | [ 35 ] |
| Estados Unidos | Digital Songs Sales   | #11            | [ 36 ] |
| Estados Unidos | Streaming Songs       | #23            | [ 37 ] |
| Estados Unidos | Hot R&B/Hip-Hop Songs | #4             | [ 38 ] |
| Estados Unidos | Hot Rap Songs         | #2             | [ 39 ] |
| Estados Unidos | Rhythmic Songs        | #1             | [ 40 ] |
| Reino Unido    | UK Singles Chart      | #188           | [ 41 ] |
| Reino Unido    | UK R&B Chart          | #12            | [ 42 ] |

### Gráficos de fin de año
| País           | Lista                 | Posición | Ref.   |
| 2015           | 2015                  | 2015     | 2015   |
| -------------- | --------------------- | -------- | ------ |
| Estados Unidos | Billboard Hot 100     | #66      | [ 43 ] |
| Estados Unidos | Hot R&B/Hip-Hop Songs | #21      | [ 44 ] |
| Estados Unidos | Hot Rap Songs         | #13      | [ 45 ] |
| Estados Unidos | Rhythmic Songs        | #11      | [ 46 ] |

## Certificaciones
| País                                                       | Organismo certificador | Certificación | Ventas  | Ref.   |
| ---------------------------------------------------------- | ---------------------- | ------------- | ------- | ------ |
| Reino Unido                                                | BPI                    | Plata         | 200 000 | [ 47 ] |
| (*) significa que la certificación puede incluir streaming |                        |               |         |        |

## Historial de lanzamiento
| Región         | Fecha                   | Formato                    | Etiquetas                                    | Ref.   |
| -------------- | ----------------------- | -------------------------- | -------------------------------------------- | ------ |
| Varios         | 15 de diciembre de 2014 | Descarga digital           | Young Money Entertainment Cash Money Records | [ 48 ] |
| Varios         | 23 de enero de 2015     | Descarga digital           | Young Money Entertainment Cash Money Records | [ 49 ] |
| Estados Unidos | 2 de marzo de 2015      | Urban Contemporary radio   | Young Money Entertainment Cash Money Records | [ 50 ] |
| Estados Unidos | 3 de marzo de 2015      | Rhytmic Comtemporary radio | Young Money Entertainment Cash Money Records | [ 51 ] |